# Alan Ford (bande dessinée)
Pour les articles homonymes, voir Alan Ford.

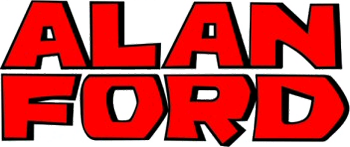
Logo de la bande dessinée Alan Ford

Alan Ford est une série de bande dessinée italienne (ou fumetti) créée par le dessinateur Magnus (alias Roberto Raviola) et le scénariste Max Bunker (pseudonyme de l'écrivain Luciano Secchi) en juin 1969 pour l'éditeur Corno. En pleine vague de fumetti neri, cette parodie du monde de l'espionnage fut une surprise et un grand succès. Magnus dessina la série jusqu'en 1976 avant de se lasser. Un pool de dessinateurs prit la relève en imitant le style de Magnus : Enrico Fanti, Paolo Chiarini, Paolo Piffarerio, Raffaele Della Monica et Giuliano Piccininno etc.
Entre 1983 et 1984, Max Bunker décide de prendre son indépendance et crée sa propre maison d'édition : Max Bunker Press qui continue à éditer Alan Ford et ses multiples séries dérivées malgré une certaine usure du personnage.

## Les personnages
(septembre 2019).
- Si vous ne connaissez pas le sujet, laissez ce bandeau (vous pouvez alors contacter les auteurs).
- Si vous supprimez le contenu mis en cause (vous pouvez préalablement contacter les auteurs),

argumentez précisément cette suppression dans la page de discussion
(un manque de référence n'est pas un argument ; une recherche réelle de référence doit avoir été effectuée, être formellement documentée).
- Alan Ford est le personnage central. Dans le premier épisode, il est le patron d'une agence de publicité au bord de la faillite installée sur le toit d'un immeuble. Les clients sont rares et les créanciers insistants. Aussi, lorsqu'on vient lui proposer un emploi stable, il s'empresse d'accepter. Malheureusement pour lui, l'offre émane d'une agence de services secrets appelée Clan Dynamite (Gruppo TNT en version originale) qui est aussi peu reluisante que sa propre compagnie. Ses collègues s’avérant aussi incompétents que lui, l'agence n'est pas des plus efficaces. Séducteur maladroit, il est plutôt du genre gentil, mais naïf.

- Étoile des Neiges (Cariatide en italien et dans les nouvelles éditions parues aux Éditions du Taupinambour) est le directeur de l'agence. Ses principaux objectifs sont de ne pas dépenser d'argent et de ne pas trop se fatiguer sans pour autant énerver le « Vieux » qui est le vrai patron.
- Le Comte Olivier fait dans l'intermittence. Ses états de noblesse sont plutôt derrière lui. Il participe fréquemment aux missions de l'agence sans toutefois en faire vraiment partie. Son objectif majeur est plutôt d'amasser des richesses à son profit exclusif.
- Bob Rock est l'homme à tout faire de l'Agence. De petite taille, avec un nez hypertrophié, habillé en Sherlock Holmes, il se voit souvent confier les tâches subalternes. De son côté, il essaie de truander pour récupérer quelques fonds et pouvoir manger. Il est très susceptible sur sa taille.
- Grunf est le spécialiste de la mécanique de l'Agence. Malheureusement, les mécaniques ont tendance à avoir un long vécu et à tomber en panne, quand ce n'est pas en miettes.
- Jérémie est le secrétaire d’Étoile des Neiges. C'est un peu l'intellectuel de l'équipe. Son allure de croque-mort et son air malade ne provoquent pas d'émeutes chez les filles.
- Le Vieux est le véritable chef de l'agence. Il apparait tardivement dans la série. Vénérable vieillard en fauteuil roulant, il semble avoir tout vécu, ce qui n'a pas arrangé son caractère.

## En France
En France, la série a débuté en 1975 sous la forme d'un fascicule Petit format (13,5 x 21 cm) aux Éditions Sagédition. Apparemment, le succès ne fut pas au rendez-vous car la revue s'arrêta au bout de 12 numéros seulement.
De nos jours, la notoriété de Magnus a rendu ces fascicules assez rares et recherchés.
En 2003, les éditions du Taupinambour, un petit éditeur indépendant (et fan de Magnus) a relancé cette série en publiant des inédits.